# Paduleddi
Paduleddi (volledig: Isolotti Paduleddi) is de naam voor enkele kleine rotseilandjes in de La Maddalena-archipel voor de kust van het Italiaanse eiland Sardinië.
De eilandjes bestaande uit roze graniet zijn gelegen in de wateren ten westen van Budelli, vlak voor de zuidkust van Santa Maria. Het grootste, noordelijke eiland meet honderdvijftig bij honderd meter, het op een na grootste eiland ligt zuidelijker en meet honderdtwintig bij vijftig meter. De eilanden worden omringd door allerlei kleinere eilandjes en kliffen.
Het eiland is een habitat voor de Tyrreense muurhagedis.
Het IOTA-nummer van Paduleddi is, zoals voor de meeste andere eilanden in de archipel, EU-041. De Italian Islands Award-referentie (I.I.A., gegeven aan natuurlijke eilanden) was SS-018. Inmiddels heeft het in de Mediterranean Islands Award de code MIS-107.